# Апсны (газета)
Аҧсны (рус. Абхазия) — крупнейшая и старейшая общественно-политическая газета на абхазском языке, издаваемая в Абхазии. Тираж — 1000 экземпляров. Учредителями газеты являются правительство и парламент Абхазии.
В газете освещаются общественные, экономические и политические аспекты жизни Абхазии. Публикуются материалы по языку и культуре абхазов.
Газета выходит с 27 февраля 1919 года под названием «Аҧсны». Первым главным редактором был абхазский писатель и просветитель Дмитрий Гулиа. С 1921 по 1991 годы называлась «apsnə qapſ / აფსნჷ ყაფშ / Аҧсны ҟаҧшь» (Красная Абхазия). В 1970 году тираж составлял 13,8 тыс. экземпляров.
23 февраля 2012 года вышел в свет 20-тысячный номер газеты.
В 2021 году вместе с газетой «Республика Абхазия» и информагентством «Апсныпресс» включена в состав медиахолдинга «Апснымедиа».